# 덕원중학교 (부산)
덕원중학교(德元中學校)는 대한민국 부산광역시 중구 영주동에 있는 사립 중학교이다. 

## 학교 연혁
- 1953년 7월 13일 : 학교법인 덕원학회 설립인가(문보1073호)
- 1953년 9월 18일 : 덕원중학교 개교, 초대 김덕봉 교장 취임
- 1956년 4월 5일 : 3층 증축함
- 1967년 9월 18일 : 덕원중학교 45학급 인가
- 1968년 11월 30일 : 4층 철근콘크리트 40교실 준공함
- 1969년 10월 1일 : 5층 증축함
- 1993년 6월 3일 : 제7대 정광호 이사장 취임
- 2024년 3월 4일 : 제72회 입학식(3학급 76명)
- 2024년 9월 1일 : 제12대 김사익 교장 취임
- 2025년 2월 6일 : 제70회 졸업식(졸업생수 총 24,876명)

## 참고 자료
- 덕원중학교 - 한국교육학술정보원 학교알리미